# Gyokusen du (XIXe siècle)
Pour les articles homonymes, voir Gyokusen.
Gyokusen du (玉川) est un peintre japonais du XIXe siècle, actif vers les années 1830-40.

## Biographie
Peintre et graveur, Gyokusen du a comme fils et disciple Gyokusen (1834-1913). Il n'est connu que par un portrait d'acteur conservé à Londres au Musée (Victoria and Albert Museum.